# Далянь
```

```

Даля́нь (кит.: 大连; яп. 大連, кириліз.: дайрен) — місто у північно-східній частині КНР, порт у затоці Даляньвань Жовтого моря. Населення міста складає приблизно 6 млн осіб за даними перепису 2010 року.

## Географія
Лежить на південному краї півострова Гуаньдун.

### Клімат
Місто знаходиться у зоні, котра характеризується вологим континентальним кліматом зі спекотним літом. Найтепліший місяць — серпень із середньою температурою 24.4 °C (76 °F). Найхолодніший місяць — січень, із середньою температурою -3.9 °С (25 °F).
| Клімат Даляня           | Клімат Даляня | Клімат Даляня | Клімат Даляня | Клімат Даляня | Клімат Даляня | Клімат Даляня | Клімат Даляня | Клімат Даляня | Клімат Даляня | Клімат Даляня | Клімат Даляня | Клімат Даляня | Клімат Даляня |
| Показник                | Січ.          | Лют.          | Бер.          | Квіт.         | Трав.         | Черв.         | Лип.          | Серп.         | Вер.          | Жовт.         | Лист.         | Груд.         | Рік           |
| Середній максимум, °C   | −1            | 0             | 6             | 13            | 19            | 23            | 25            | 26            | 23            | 17            | 8             | 1             | 13            |
| Середня температура, °C | −3            | −2            | 3             | 10            | 16            | 20            | 23            | 24            | 20            | 13            | 6             | 0             | 11            |
| Середній мінімум, °C    | −6            | −5            | 0             | 6             | 12            | 17            | 21            | 21            | 17            | 10            | 2             | −3            | 7             |
| Норма опадів, мм        | 10            | 0             | 10            | 20            | 40            | 60            | 160           | 130           | 70            | 30            | 20            | 10            | 610           |
| ----------------------- | ------------- | ------------- | ------------- | ------------- | ------------- | ------------- | ------------- | ------------- | ------------- | ------------- | ------------- | ------------- | ------------- |
| Джерело: Weatherbase    |               |               |               |               |               |               |               |               |               |               |               |               |               |

## Історія
Місто було засноване з назвою «Дальній» росіянами у 1898 році на місці китайського рибацького селища Цінніва на орендованій у Китаю території. Складалося воно із трьох частин — Адміністративне містечко, Європейське місто, Китайське місто. На будівництво міста Російська імперія затратила 30 мільйонів золотих рублів (близько 11,5 мільярдів нинішніх рублів).

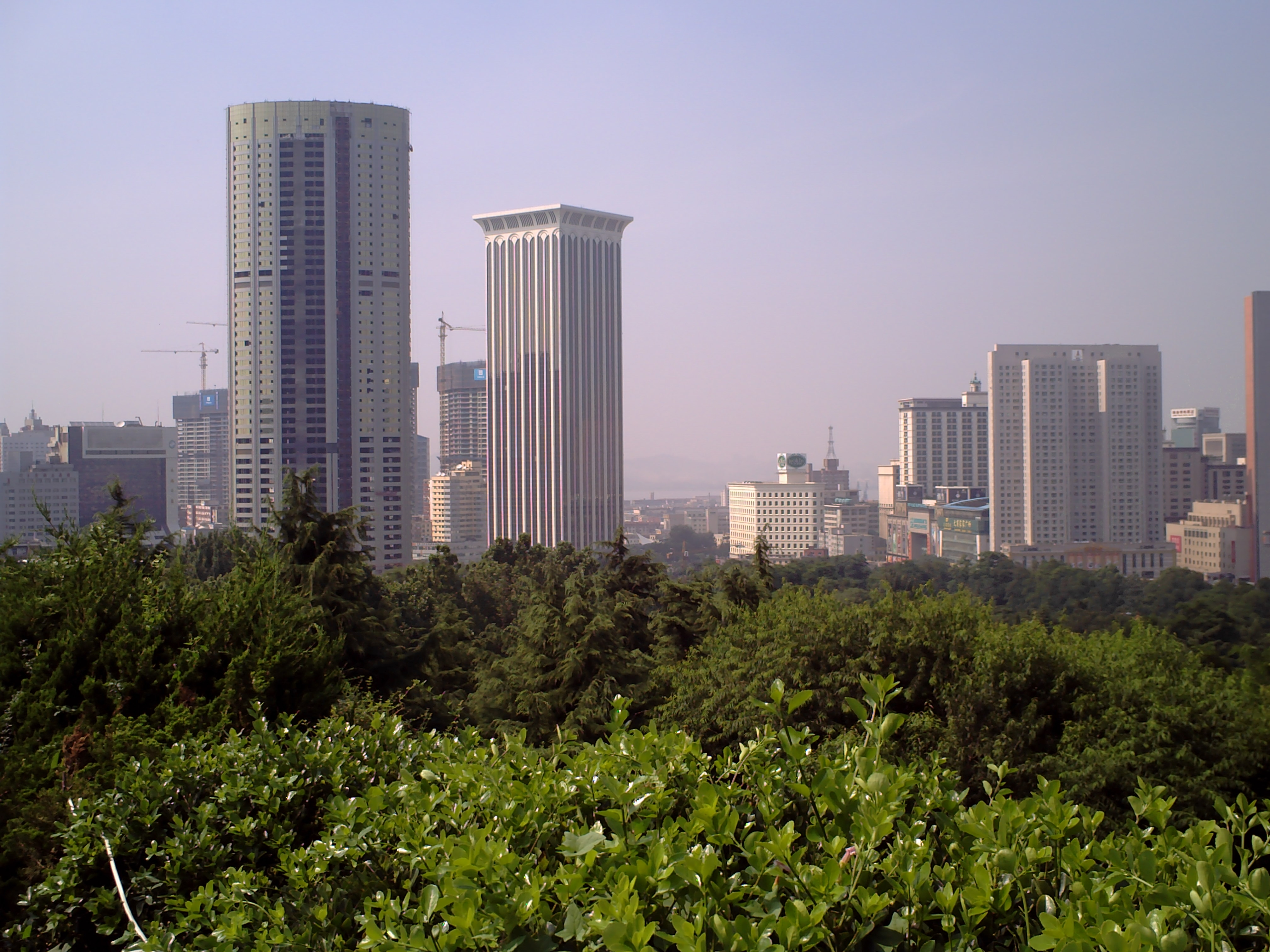
Панорама Даляня, серпень 2008

Будівництво було в основному завершене за 7 років. Своїми архітектурно-планувальними достоїнствами Дальній виділявся не лише серед міст Східної китайської залізниці, але й ряду нових міст Російської імперії.
За кількістю населення швидко вийшов в Маньчжурії на 2-ге після Мукдена місце.
Дальній мав добре обладнаний і механізований порт, який приймав океанські кораблі, й у короткий час зайняв друге (після Шанхаю) місце з вантажообігу на всьому континентальному узбережжі від Охотського до Південно-Китайського моря.
1904 року, у ході російсько-японської війни 1904—1905 років Дальній був зайнятий японцями й за Портсмутським мирним договором перейшов під владу Японської імперії. Розбудова міста продовжувалася за планами німецьких інженерів.
У серпні 1945 року місто захопили радянські війська. В 1945—1950 роках у статусі вільного китайського порту Дальній був орендований СРСР.
У 1950 році уряд СРСР безоплатно передав місто Китайській Народній Республіці. Його перейменували на Далянь.

## Адміністративний поділ
Міський округ поділяється на 7 районів, 2 міста і 1 повіт:
| Карта                                                                                                   | Карта       | Карта    | Карта            |
| --- | ----------- | -------- | ---------------- |
| Люйшунькоу Ганьцзінцзи ① ② ③ Цзіньчжоу Вафандянь Пуланьдянь Чжуанхе Чанхай ① Шахекоу ② Сіган ③ Чжуншань |             |          |                  |
| Статус                                                                                                  | Назва       | Оригінал | Населення (2020) |
| Міський район                                                                                           | Ганьцзінцзи | 甘井子区 | 1 841 610        |
| Міський район                                                                                           | Люйшунькоу  | 旅顺口区 | 355 427          |
| Міський район                                                                                           | Пуланьдянь  | 普兰店区 | 629 664          |
| Міський район                                                                                           | Сіган       | 西岗区   | 305 317          |
| Міський район                                                                                           | Цзіньчжоу   | 金州区   | 1 545 491        |
| Міський район                                                                                           | Чжуншань    | 中山区   | 388 564          |
| Міський район                                                                                           | Шахекоу     | 沙河口区 | 670 310          |
| Місто                                                                                                   | Вафандянь   | 瓦房店市 | 905 082          |
| Місто                                                                                                   | Чжуанхе     | 庄河市   | 742 496          |
| Повіт                                                                                                   | Чанхай      | 长海县   | 66 824           |

## Економіка
У цей час Далянь є частиною адміністративної міської території Люйда провінції Ляонін КНР. Це великий порт із вантажообігом понад 40 мільйонів тон у рік, значний зовнішньоторговельний і промисловий центр Китаю. Розвиненими у місті є металургія, машинобудування, суднобудування, хімічна, нафтопереробна, електронна, будівельна, текстильна, харчова галузі промисловості. Є великою рибальською базою Китайської Народної Республіки.

## Транспорт
З початку 2000-х в місті працює метрополітен.

## Відомі особистості
У місті народився Таїті Оно (яп. 大野 耐 англ. Taiichi Ohno (29 лютого 1912 — 28 травня 1990)) видатний японський бізнесмен, з 1978 року — голова ради директорів компанії Toyota Spinning and Weaving, засновник популярної у всьому світі концепції ' Ощадливе виробництво .